# 桒原陸人
桒原 陸人（くわはら りくと、2005年1月21日 - ）は、京都府出身のサッカー選手。ポジションはミッドフィールダー。

## 来歴
ガンバ大阪ユース在籍中の2022年、2種登録選手としてトップチームに登録された。5月18日、Jリーグカップの鹿島アントラーズ戦で先発出場し、トップチームデビューを果たした。

## 所属クラブ
- 長岡京サッカースポーツ少年団
- 2017年 - 2019年 ガンバ大阪ジュニアユース
- 2020年 - 2022年 ガンバ大阪ユース
  - 2022年 ガンバ大阪（2種登録選手）
- 2023年 - 明治大学体育会サッカー部

## 個人成績
| 国内大会個人成績 | 国内大会個人成績 | 国内大会個人成績 | 国内大会個人成績 | 国内大会個人成績 | 国内大会個人成績 | 国内大会個人成績 | 国内大会個人成績 | 国内大会個人成績 | 国内大会個人成績 | 国内大会個人成績 | 国内大会個人成績 |
| 年度             | クラブ           | 背番号           | リーグ           | リーグ戦         | リーグ戦         | リーグ杯         | リーグ杯         | オープン杯       | オープン杯       | 期間通算         | 期間通算         |
| 年度             | クラブ           | 背番号           | リーグ           | 出場             | 得点             | 出場             | 得点             | 出場             | 得点             | 出場             | 得点             |
| 日本             | 日本             | 日本             | 日本             | リーグ戦         | リーグ戦         | リーグ杯         | リーグ杯         | 天皇杯           | 天皇杯           | 期間通算         | 期間通算         |
| ---------------- | ---------------- | ---------------- | ---------------- | ---------------- | ---------------- | ---------------- | ---------------- | ---------------- | ---------------- | ---------------- | ---------------- |
| 2022             | G大阪            | 43               | J1               | 0                | 0                | 1                | 0                | 1                | 0                | 2                | 0                |
| 通算             | 日本             | 日本             | J1               | 0                | 0                | 1                | 0                | 1                | 0                | 2                | 0                |
| 総通算           | 総通算           | 総通算           | 総通算           | 0                | 0                | 1                | 0                | 1                | 0                | 2                | 0                |

2022年は2種登録選手
- 公式戦初出場 - 2022年5月18日 ルヴァンカップGS第6節 vs鹿島アントラーズ（パナソニックスタジアム吹田）

## 代表歴
- U-18日本代表
  - 第49回モーリスレベロトーナメント（2023年）
- U-20日本代表
  - AFC U20アジアカップ2025（2025年）

## タイトル

### クラブ
明治大学
- 全日本大学サッカー選手権大会：1回（2023年）
- 関東大学サッカーリーグ戦1部：1回（2024年）
- アミノバイタルカップ：1回（2024年）